# Frank Mayo
Frank Lorimer Mayo (28 de junho de 1889 - 9 de julho de 1963) foi um ator de cinema estadunidense que iniciou sua carreira na era do cinema mudo, alcançando a era sonora, e que atuou em 349 filmes entre 1911 e 1949.

## Biografia
Nasceu em Nova Iorque, Nova Iorque. De acordo com Reading Eagle - 1 fev. 1924, Frank Mayo é neto do ator de teatro do século XIX, Frank M. Mayo, e fez sua estreia no teatro aos 6 anos, na peça Davy Crockett, do seu avô.
No cinema, seu primeiro crédito foi no curta-metragem The Thumb Print (1911), pelo Vitagraph Studios, ao lado de Earle Williams, Maurice Costello e Florence Turner. Atuou depois em The Lure of the Windigo, em 1914, pela Selig Polyscope Company, e pela Balboa Amusement Company em filmes como The Love Liar (1915), The Rim of the Desert (1915), The Adventures of a Madcap (1915) e no seriado The Red Circle (1915), ao lado de Ruth Roland. Assinou contrato com a World Films em 1918, e atuou em vários filmes da World Film, ao longo dos anos 1918 e 1919. Pela Universal Pictures atuou em The Girl in Number 29 (1920), The Red Lane (1920) e Hitchin' Posts (1920).
Dirigiu um único filme, The Lost Bracelet, em 1916, pela Lubin Manufacturing Company.
Nos anos 1930, com o advento do cinema sonoro, sua carreira começou a decair, e passou a atuar em pequenos papéis não creditados, como em Magnificent Obsession (1935), The Life of Emile Zola (1937) e Meet John Doe (1941). Ao longo dos anos 1940, atuou em bons filmes, porém sempre sem créditos. Seu último filme foi Samson and Delilah, em 1949, num pequeno papel não creditado.

## Vida pessoal e morte
A primeira esposa de Frank Mayo, Joyce Eleanor Mayo, declarou ao New York Clipper de 4 de agosto de 1920, que o marido desertara do casamento em 21 de novembro de 1919, após “seis anos de vida matrimonial”, o que remete à data de seu casamento por volta de 1913. Após isso, Frank casou com a atriz Dagmar Godowsky em Tijuana, no México, em 1921. Frank casou com Dagmar quatro dias depois de um processo de urgência obter o divórcio de Joyce Eleanor Mayo, mas a lei da Califórnia não permitia novo casamento até obter uma sentença final, um ano após a cautelar ser concedida, o que acabou caracterizando o caso como bigamia. Em março de 1925, Dagmar Godowsky nomeou Anna Luther como co-responsável em uma acção judicial que iniciou o processo de divórcio após alegação de ter descoberto Luther com seu marido, no apartamento de Mayo. O casamento foi anulado em agosto de 1928, baseado no fato de que Mayo tinha outra esposa.
Mayo morreu em Laguna Beach, Califórnia de infarto agudo do miocárdio, e foi sepultado no Forest Lawn Memorial Park (Hollywood Hills).

## Filmografia parcial
- The Thumb Print (1911)[12]
- The Lure of the Windigo (1914)
- The Love Liar (1915)
- The Rim of the Desert (1915)
- The Adventures of a Madcap (1915)
- The Red Circle (1915)
- Shadows (1916)
- Betsy Ross (1917)
- The Bronze Bride (1917)
- Sunny Jane (1917)
- The Trap (1918)
- The Power and the Glory (1918)
- Laska (1919)
- The Love Defender (1919)
- The Amazing Wife (1919)
- The Bluffer (1919)
- The Girl in Number 29 (1920)
- Hitchin' Posts (1920)
- The Red Lane (1920)
- Honor Bound (1920)
- The Blazing Trail (1921)
- The Altar Stairs (1922)
- Souls for Sale (1923)[13]
- Six Days (1923)[14]
- Wild Oranges (1924)[15]
- The Shadow of the Desert (1924)
- The Plunderer (1924)
- The Unknown Lover (1925)
- If I Marry Again (1925)[16]
- Chinatown After Dark (1931)

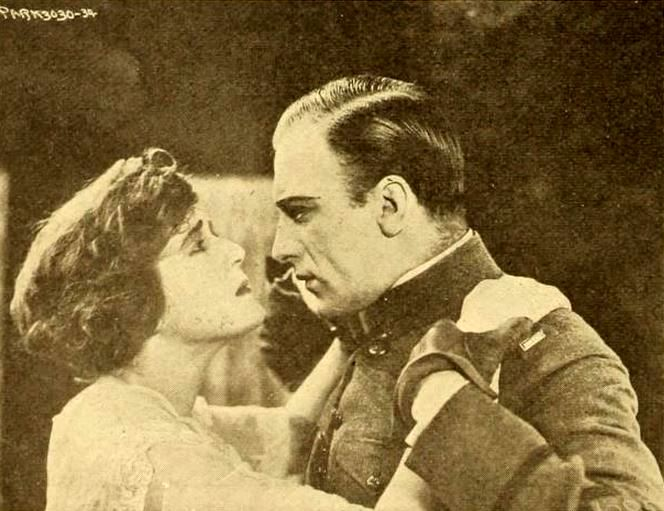
The Amazing Wife (1919), com Mary MacLaren e Frank Mayo

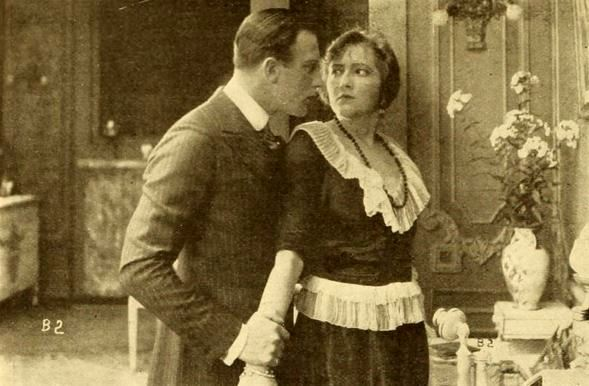
The Bluffer (1919), com Frank Mayo e June Elvidge

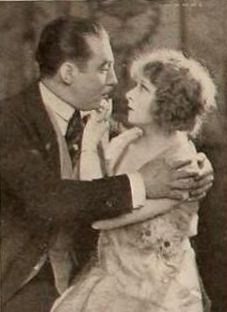
The Girl in Number 29 (1920), com Frank Mayo e Claire Anderson.

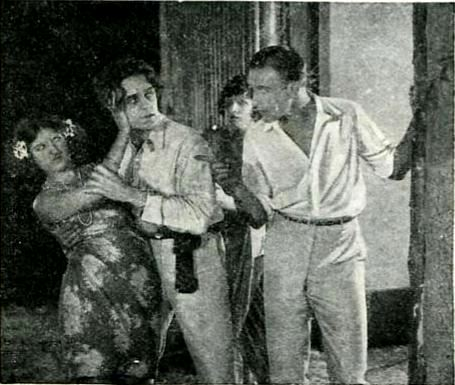
Honor Bound (1920), com Dagmar Godowsky (esposa de Mayo), Edward Coxen e Frank Mayo

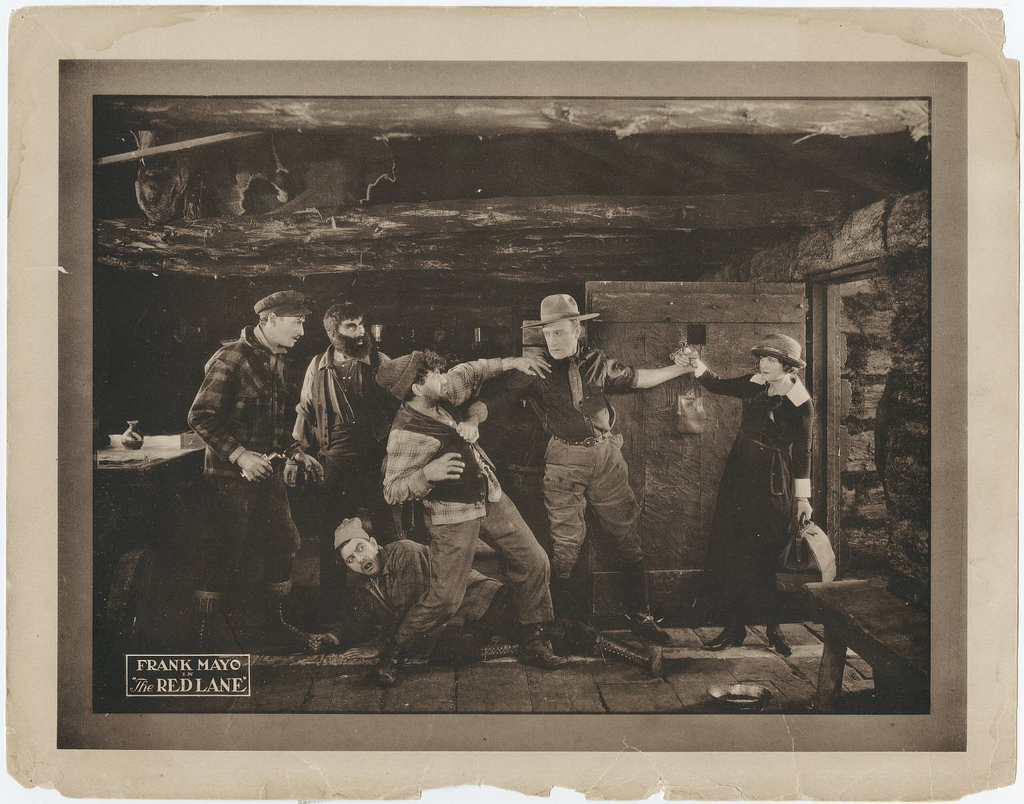
The Red Lane (1920), com Frank Mayo e Lillian Rich

- Tailspin Tommy in The Great Air Mystery (seriado, 1935, 1º capítulo)
- A Tale of Two Cities (1935)
- Magnificent Obsession (1935)
- Two in the Dark (1936)
- The Story of Louis Pasteur (1936)
- Show Boat (1936)
- Adventure in Manhattan (1936)
- Jungle Jim (seriado, 1937, 1º capítulo)
- The Life of Emile Zola (1937)
- Tim Tyler's Luck (1937)
- Dark Victory (1939)
- The Phantom Creeps (1939, 6º capítulo)
- Santa Fe Trail (1940)
- The Wagons Roll at Night (1941)
- Footsteps in the Dark (1941)
- Meet John Doe (1941)
- Sergeant York (1941)
- They Died with Their Boots On (1941)
- The Man Who Came to Dinner (1942)
- Kings Row (1942)
- Gentleman Jim (1942)[17]
- Lady Gangster (1942)
- The Dawn Express (1942)[18]
- Yankee Doodle Dandy (1942)[19]
- The Story of Dr. Wassell (1944)
- Once Upon a Time (1944)
- The Scarlet Clue (1945)[20]
- Gilda (1946)
- The Devil's Mask (1946)
- The Postman Always Rings Twice (1946)
- The Perils of Pauline (1947)
- The Emperor Waltz (1948)
- Easter Parade (1948, não-creditado)
- Samson and Delilah (1949)